# 斯特凡一世 (巴伐利亞)
斯特凡一世（德語：STEFAN von Niederbayern；1271年3月14日—1310年12月21/22日），維特爾斯巴赫家族成員，下巴伐利亞公爵（1290年—1310年在位）。巴伐利亞公爵亨利十三世與匈牙利國王貝拉四世和其妻子瑪麗亞·拉斯卡里娜的女兒匈牙利的伊麗莎白所生的幼子，下巴伐利亞公爵奧托三世及路易三世的弟弟。

## 生平
斯特凡出生於蘭茨胡特，他的母親伊麗莎白以其弟弟伊什特萬五世的名字命名其幼子，將此名引入維特爾斯巴赫家族。
為了減少維特爾斯巴赫家族的影響力，於1290年教皇尼古拉四世拒絕確認已經被假定出任薩爾茨堡大主教的斯特凡，斯特凡於1290年-1292年在帕紹聖斯德望主教座堂擔任法政牧師，斯特凡只好回巴伐利亞於1294年夏天與他兄弟奧托三世及路易三世共同統治下巴伐利亞。當長兄奧托三世在匈牙利擔任國王而不在巴伐利亞期間（1305年-1308年），斯特凡獨自統治下巴伐利亞。斯特凡一世是哈布斯堡王朝的反對者，最後他於1310年在與奧地利公爵腓特烈一世的戰爭時，因瘟疫而去世。斯特凡一世被安葬在蘭茨胡特附近的塞里根塔爾修道院中。

## 家庭
斯特凡一世於1299年與亞沃爾和希維德尼察公爵布爾科一世和勃蘭登堡的碧翠絲希維德尼察的尤塔結婚。尤塔的外祖父母是勃蘭登堡-薩爾茲維德爾藩侯奧托五世和亨嫩貝格的尤塔。 他們一共有八名孩子：
1. 維特爾斯巴赫的艾格尼絲（1301年-1316年12月7日）。 作為修女加入熙篤會的Seligenthal修道院[1]。
2. 維特爾克斯巴克的比阿特麗克斯（1302-1360年4月29日）。 與戈里齊亞伯爵亨利三世（英语：Henry III, Count of Gorizia）結婚，她亦為兒子戈里齊亞伯爵約翰·亨利四世（英语：John Henry IV of Gorizia）攝政。
3. 維特爾斯巴赫的弗里德里希（約1303年），被認為早逝。
4. 維特爾斯巴赫的朱迪思（約1304年），被認為早逝。
5. 亨利十四世（1305年9月29日－1339年9月1日），下巴伐利亞公爵。
6. 維特爾斯巴赫的伊麗莎白（英语：Elizabeth of Bavaria, Duchess of Austria）（1306年－1330年3月25日），與奧地利公爵奧托結婚。
7. 奧托四世（1307年1月3日－1334年12月14日），下巴伐利亞公爵。
8. 維特爾斯巴赫的路德維希（約1308年），被認為早逝。